# Картре, Антуан-Дезире
Антуа́н-Дезире́ Картре́ (фр. Antoine Alfred Désiré Carteret; 3 апреля 1813 — 28 сентября 1889) — швейцарский (женевский) государственный деятель.
В 1846 году Картре был избран в президенты женевского Большого совета. С 1850 он заведовал департаментом народного просвещения Женевского государственного совета. Народное образование женевского кантона многим обязано деятельности Картре. Горячий противник клерикального влияния в народном образовании, Картре с вхождением с 1869 в швейцарский Национальный совет стал во главе так называемого «культуркампфа» во всей Швейцарии, опираясь на радикальную партию. Благодаря своему необычайному красноречию («С.-Жервезский лев») он приобрёл такое громадное влияние, что вызвал подозрения молодой демократической партии и в 1887 был вынужден сложить с себя управление департаментом народного просвещения. Написал политическо-сатирические стихотворения «Fables» (1862 и 1873) и роман «Deux amis» (1872).